# San Juan Tepeuxila
San Juan Tepeuxila è un comune del Messico, situato nello stato di Oaxaca.